# Adán-ondi-Ahmán
Adán–ondi–Ahmán es el nombre de un sitio histórico para el movimiento de los Santos de los Últimos Días ubicado en el Condado de Daviess, Misuri, aproximadamente a cinco millas sur de Jameson. Está localizado a lo largo de los riscos que bordean el Río Grande. Según las enseñanzas de La Iglesia de Jesucristo de los Santos de los Últimos Días (Iglesia SUD), este sería el sitio donde Adán y Eva vivieron después de ser expulsados del Edén. En la teología de la iglesia, el sitio será el lugar de una futura reunión del liderazgo de sacerdocio, incluyendo profetas de todas las edades y otras personas de rango espiritual justo previo a la Segunda Venida de Cristo.
Los colonos Santos de los Últimos Días propusieron una vez construir un templo en un terreno de la región al que también llamaron Adán–ondi–Ahmán. Tales esfuerzos se detuvieron en el siglo XIX como resultado de la Guerra mormona de 1838 para desalojar a los fieles del estado de Misuri. El hecho de que los religiosos hayan declarado a Adán–ondi–Ahmán como un lugar sagrado para un futuro templo fue un punto de inflamación en esa confrontación militar. Después de que los Santos de los Últimos Días fueron desalojados, los residentes cambiaron el nombre del sitio a Cravensville. 
Adán–ondi–Ahmán fue también el sitio de una escaramuza durante la guerra civil estadounidense el 4 de agosto de 1862, cuando las tropas de la Unión intentaron detener los refuerzos confederados en la Primera Batalla de Independencia. Seis soldados confederados murieron y 10 resultaron heridos. Las fuerzas de la Unión tenían cinco heridos.
Hoy en día, la mayor parte del sitio es propiedad de la Iglesia SUD y se utiliza principalmente como tierra de cultivo.

## Historia

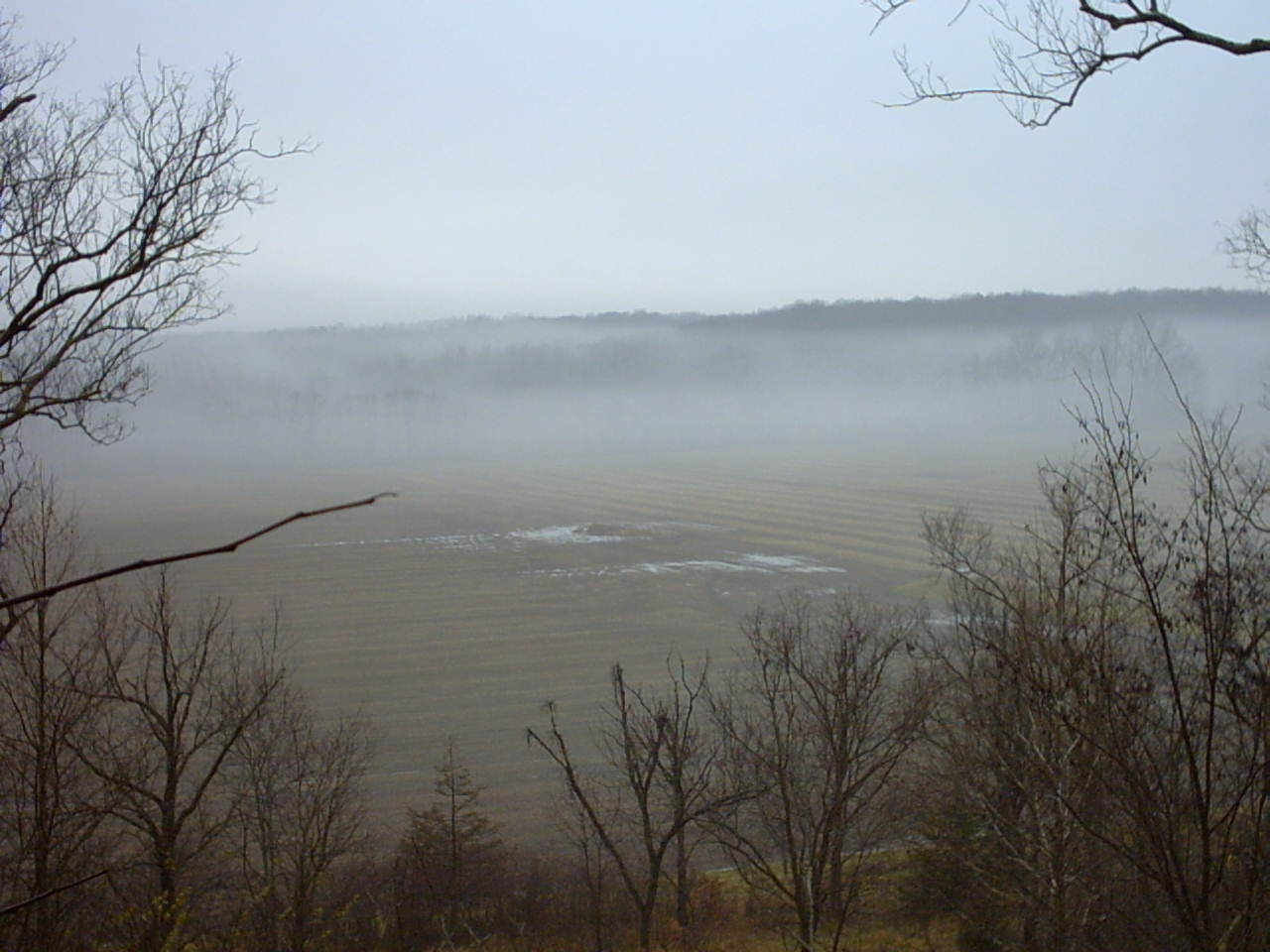
Valle de Adán–ondi–Ahmán (el valle de Río Grande)

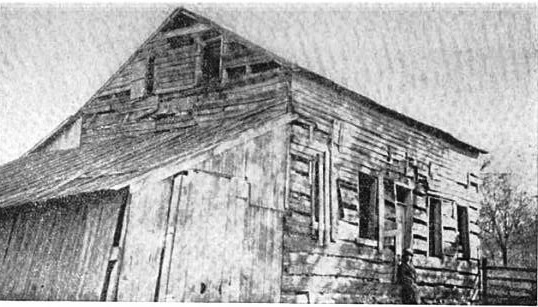
Casa de Lyman Wight, uno de los primeros colonos de Adán-ondi-Ahmán.

Comenzando en 1830 y por aproximadamente dos años, Joseph Smith emitió una serie de documentos provenientes de epifanías que involucraban el inicio de los principios restauracionistas de la teología del Movimiento de los Santos de los Últimos Días. Entre ellos, la naturaleza de Dios, Cristo y el rol que jugaría Adán en la creación del mundo. En marzo de 1836, los fieles SUD dedicaron el templo de Kirtland, donde la Escuela de los Profetas fue instalada en preludio a los ritos de la investidura del templo. Durante la dedicación la congragación entonó, entre otros, el himno de William W. Phelps titulado Adán-ondi-Ahmán rica en teología milenaria. Dos años después, los Santos de los Últimos Días expulsados del condado de Jackson, Misuri, se establecieron al sur del condado de Daviess en el condado de Caldwell, un asentamiento llamado Far West. En febrero de 1838, Lyman Wight construyó una casa y estableció un ferry en el Grand River en un lugar conocido como "Wight's Ferry".
Esa primavera, Joseph Smith visitó el lugar y proclamó que había dos o tres (dependiendo de interpretaciones posteriores) altares construidos por Adán en dicho terreno. Smith llamó a un altar el "altar de la oración"; que estaría ubicado a un costado de la casa construida por Wight en un cerro llamado "Tower Hill". El susodicho altar fue descrito por Smith y que tendría 16 pies (4,9 m) de largo, por 9 o 10 pies (3 m) de ancho, teniendo su mayor extensión de norte a sur. La altura del altar en cada extremo era de aproximadamente 2,5 pies (0,8 m), elevándose gradualmente hacia el centro del mismo, que tendría entre 4 y 5 pies (1,5 m) de altura, y toda la superficie estaba coronando. Se decía que el otro altar, llamado "altar del sacrificio", estaba a 1 milla (1,6 km) al norte en la cima del cerro Spring Hill.
El 19 de mayo de 1838, Smith reveló formalmente su creencia de que Adán-ondi-Ahmán era el lugar adonde fueron Adán y Eva después de ser exiliados del Jardín del Edén. No se especifica en las declaraciones de Smith si este creería que la región estuviese cercano o asociado al jardín del Edén. El 25 de junio de 1838, en una conferencia en el huerto de Wight, se estableció formalmente un asentamiento Santo de los Últimos Días en la comunidad homónima, Adán-ondi-Ahmán. En unos pocos meses, su población creció a aproximadamente 1500 habitantes.

### Enfrentamiento civil
A los primeros colonos no mormones de la región les preocupaba que los seguidores de Smith tomaran el control político del condado de Daviess. El 6 de agosto de 1838, un grupo de vecinos trató de evitar que los colonos Santos de los Últimos Días votaran en las elecciones locales de Gallatin. Smith y sus fieles se defendieron y derrotaron a la turba en una escaramuza que llegó a conocerse como la batalla del día de las elecciones de Gallatin. Esta fue la primera escaramuza de la Guerra mormona de 1838.
En el transcurso del conflicto, los opositores no mormones de los condados vecinos llegaron a Daviess y quemaron las casas de los colonos SUD. En calidad de refugiados estos se reunieron en Adán-ondi-Ahmán para recibir protección. Los restauracionistas respondieron a los ataques dirigiendo sus propias fuerzas desde el condado de Caldwell. El gobernador de Misuri, Lilburn Boggs, emitió la Orden Ejecutiva 44 de Misuri, en la que declaró que los mormones debían ser tratados como enemigos del estado y ser exterminados o expulsados del Misrui y reclutó a 2500 milicianos para tal objetivo.
En octubre de 1838, Smith, Brigham Young, Heber C. Kimball y otras autoridades generales de la iglesia se reunieron para dedicar la plaza del templo en el punto más alto del acantilado en Adán-ondi-Ahmán. Smith, Wight y otros finalmente se rindieron a sus enemigos el 1 de noviembre de 1838, acusados de asesinato, incendio premeditado, robo, rebelión y traición. Después de que se llevó a cabo una audiencia judicial preliminar del 12 al 29 de noviembre en Richmond, Smith y Wight fueron trasladados a la cárcel de Liberty.
El 7 de noviembre de 1838, se les dijo a los Santos de los Últimos Días que tenían diez días para abandonar el asentamiento. Se mudaron a Far West, Misuri.[cita requerida] El 9 de abril de 1839, Smith fue enviado a la cárcel del condado de Daviess en Gallatin para una audiencia, donde un gran jurado lo acusó. El 15 de abril, tras la concesión de un cambio de lugar, sus guardias le permitieron a Smith escapar mientras se dirigía al condado de Boone, Misuri, un día después de conseguir suministros en Adán–ondi–Ahmán. La mayoría de los Santos de los Últimos Días se habían marchado de Misuri a principios de 1839. Los refugiados se reunieron en Illinois y luego se reagruparon en una nueva cede a la que llamaron Nauvoo. Aunque muchos Santos de los Últimos Días fueron juzgados por su participación en la guerra, no se llevó a juicio a ningún atacante que no fuera mormón.[cita requerida]
Debido a que los Santos de los Últimos Días mantuvieron sus tierras en Adán–ondi–Ahmán por preferencia, todos sus derechos y mejoras se perdieron cuando se vieron obligados a irse. Sus pérdidas se registran en un conjunto de Peticiones de reparación mormonas recopiladas y editadas por Clark V. Johnson. La mayor parte de la tierra en Adán–ondi–Ahmán fue comprada por John Cravens, quien rebautizó la ciudad como "Cravensville".
En 1947, Wilford C. Wood compró 38 acres en el área para comenzar a devolver la tierra a la Iglesia SUD, incluida la ubicación identificada como Tower Hill y los restos de una cabaña construida por Lyman Wight. Hoy, 3000 acres (12 km²) de Adán–ondi–Ahmán pertenece y es mantenido como un sitio histórico por la Iglesia SUD y sigue siendo en gran parte tierras de cultivo sin desarrollar.

## Asentamientos
EL diseño y planos de la región habitada de Adán–ondi–Ahmán en los días de los colonos SUD fue principalmente hecha por Joseph Smith comenzando en junio de 1838. Con el influjo continuo de los expulsados de Kirtland (Ohio), la comunidad se convirtió sin demora en la de mayor población del condado. Siendo todos los colonos miembros de la iglesia de Smith, las congregaciones establecieron una de las estacas más pobladas de la era. Parte del diseño de la comunidad fue el establecimiento de un lote para el templo de Adán–ondi–Ahmán, en sustitución al ya arruinado templo de Kirtland. Igualmente se había establecido el lote para el templo de Far West, a poca distancia al sur.

## Importancia religiosa
Adán–ondi–Ahmán es el tema de una epifanía recibida por Joseph Smith y registrada en la edición de la Iglesia SUD de Doctrina y Convenios, un libro de escrituras dentro del Movimiento de los Santos de los Últimos Días: 

"El Señor da a Spring Hill el nombre de Adán-ondi-Ahmán, porque es el lugar, dijo él, al cual vendrá Adán a visitar a su pueblo, o sea, donde se sentará el Anciano de Días, como lo declaró Daniel el profeta.”
Doctrina y Convenios 116.

Brigham Young y otros contemporáneos de Smith declararon que él enseñó que el Jardín del Edén estaba ubicado en las cercanías de Independence, Misuri, y que después de que Adán y Eva fueron desterrados del jardín, fueron a Adán-ondi-Ahmán.
Según una revelación declarada por Smith, Adán se habría reunido con sus hijos en el sitio tres años antes de su muerte para otorgarles su bendición. El líder de la Iglesia SUD, Joseph Fielding Smith, ha escrito que este es el lugar de un futuro gran concilio donde Jesucristo se reunirá con Sus mayordomos de todas las dispensaciones y recibirá las llaves del reino en preparación para Su Segunda Venida. Solo aquellos llamados a la reunión sabrán de su ocurrencia.

### Epónimo
el registro más antiguo del nombre Adán-ondi-Ahmán es una declaración por Joseph Smith en marzo de 1852 como resultado de una epifanía que tuviera en Hiram (Ohio) y registrada en la sección 78 del libro de Doctrina y Convenios:

... dice Dios el Señor, el Santo de Sion, el cual ha establecido los cimientos de Adán-ondi-Ahmán;
 y el que ha nombrado a Miguel por príncipe vuestro, y le ha asentado los pies, y lo ha puesto en alto, y le ha dado las llaves de la salvación bajo el consejo y dirección del Muy Santo, que es sin principio de días ni fin de vida.
Doctrina y Convenios 78:15-16

En el folcór mormón, el término "Adán–ondi–Ahmán" es parte del lenguaje adámico. Se hizo referencia al nombre por primera vez alrededor de 1832, en una revelación a José Smith antes de ser adjuntado a un lugar específico.[cita requerida] Su conexión con la teología SUD, el nombre también fue usado para el título de un poema y luego himno religioso que popular en la iglesia.
"Adán–ondi–Ahmán" se ha traducido especulativamente como el "Valle de Dios, donde habitó Adán" por el Orson Pratt miembro del Cuórum de los Doce Apóstoles, "el valle de Dios en el que Adán bendijo a sus hijos" (por Juan Corrill ), "la tumba de Adán" (por el historiador de la Comunidad de Cristo Heman C. Smith ), o "Adán con Dios",  porque en otras partes del libro Doctrina y Convenios se dice que "Son Ahman" se refiere a Jesús. El término proviene de una revelación que tuviera Smith en la que declaró que el nombre de Dios es Awman.

## Galería

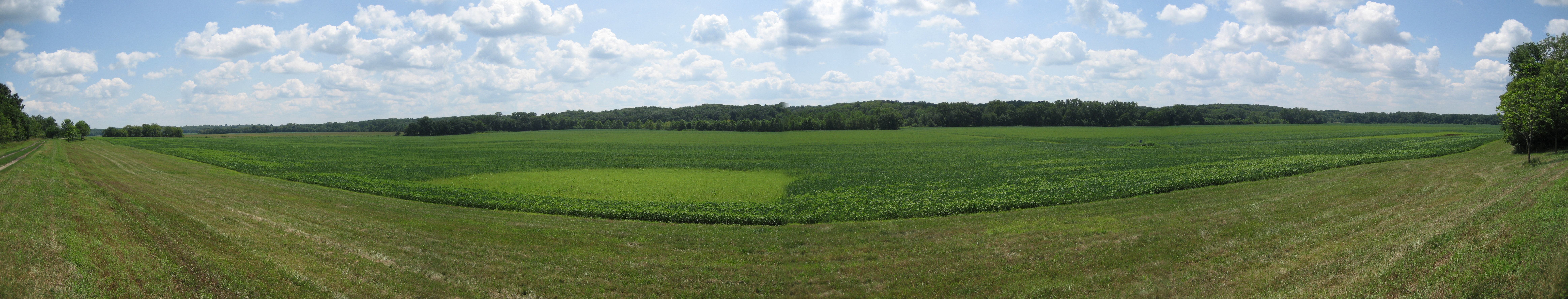
Panorama de Adán–ondi–Ahmán